# Guillaume Durand
Gillaume Durand (Boulogne-Billancourt, 23 settembre 1952) è un giornalista francese.

## Biografia
Figlio degli artisti francesi Lucien e Nicole Durand e in precedenza professore di storia e geografia, è stato presentatore di notizie nel fine settimana e in prima serata nei giorni feriali su La Cinq (1987-1990 e 1990-1991). Ospite di Nulle Part Ailleurs su Canal+, ha condotto su France 2 Esprits Libres (2006–2008) e L'objet du scandale (2009). Conduce un talk show su Europe 1 così come La Matinale su Radio Classique.

### Vita privata
Sposato in seconde nozze con Diane de MacMahon (discendente di Patrice de MacMahon, 3º Presidente della Repubblica francese), è padre di quattro figli.